# 旭村 (神奈川県橘樹郡)
旭村（あさひむら）は、1889年（明治22年）4月1日から1927年（昭和2年）4月1日まで存在した神奈川県橘樹郡の村。

## 概要
神奈川県橘樹郡中部の村。現在の神奈川県横浜市鶴見区西部、神奈川区東部、港北区のごく一部にあたる。
旭村の名残としては、横浜市立旭小学校、東京電力パワーグリッド旭変電所などがある。
なお現在、横浜市には旭区があるが、これとは場所も異なり全く関係ない。

## 地理
- 川：鶴見川

## 歴史

### 沿革
- 1889年（明治22年）4月1日 - 町村制の施行により、獅子ヶ谷村、駒岡村、上末吉村、下末吉村、北寺尾村、馬場村、師岡村および東寺尾村、西寺尾村の一部が合併して成立。
- 1911年（明治44年）4月1日 - 子安村の一部（旧西寺尾村）を編入。
- 1927年（昭和2年）
  - 4月1日 - 横浜市に編入。同日旭村廃止。
  - 10月1日 - 横浜市が区制を施行。旧村域のうち、1911年に編入された地域と旧師岡村が神奈川区に、残部が鶴見区になる。
- 1939年（昭和14年）4月1日 - 横浜市神奈川区から港北区が分区。旧村域の神奈川区に属する区域のうち、旧師岡村が港北区に、残部が神奈川区になる。

## 行政

### 村長
- 横山秀民[1][注 1]

## 経済

### 産業
農業
『大日本篤農家名鑑』によれば、旭村の篤農家は稲葉、横溝、田口などがいた。
『神奈川文庫 第五集 百家明鑑』によれば、農業を営む人物は駒岡の磯ヶ谷、稲葉、金指、小塚、上末吉の横山、清水、清水、下末吉の小松原、農蚕業を営む人物は上末吉の横山、下末吉の石塚、角和、獅子ヶ谷の横溝などがいた。
商工業
- 駒岡の金指（萬屋、質屋、荒物商）[5]

## 出身・ゆかりのある人物

### 政治・経済
- 横山六之助[6]（農業、地主）
- 横山四郎（横山四朗、農業、地主、実業家、政治家、神奈川県多額納税者[注 2][8]、薬剤師[9]） - 横山哲夫の父。
- 小松原正直（農業[2]、地主[10]、旭村教育会長[10]、神奈川県多額納税者）